# Старая Маячка
Старая Маячка (укр. Стара Маячка) — село в Юбилейной сельской общине Херсонского района Херсонской области Украины. Родина Героя Советского Союза Семёна Ильченко.
Почтовый индекс — 75125. Телефонный код — 5542. Код КОАТУУ — 6525082502.

## Население
Население по переписи 2001 года составляло 656 человек.

### Языковой состав
Родной язык населения по данным переписи 2001 года:
| Язык       | Численность, чел. | Доля     |
| ---------- | ----------------- | -------- |
| Украинский | 611               | 93,14 %  |
| Русский    | 35                | 5,34 %   |
| Венгерский | 9                 | 1,37 %   |
| Другое     | 1                 | 0,15 %   |
| Итого      | 656               | 100,00 % |

## Местный совет
75124, Херсонская обл., Алёшковский р-н, с. Подо-Калиновка, ул. Калинина, 7